# Marianów (województwo lubelskie)
Marianów (do 2011 Marianów Rogowski) – wieś w Polsce, położona w województwie lubelskim, w powiecie łukowskim, w gminie Wojcieszków.
| SIMC    | Nazwa   | Rodzaj  |
| ------- | ------- | ------- |
| 0695210 | Dąbrowa | kolonia |

W latach 1975–1998 miejscowość należała administracyjnie do województwa siedleckiego.
Wieś stanowi sołectwo w gminie Wojcieszków. Według Narodowego Spisu Powszechnego z roku 2011 wieś liczyła 169 mieszkańców.
1 stycznia 2011 zmieniono nazwę miejscowości z Marianów Rogowski na Marianów.
Wierni Kościoła rzymskokatolickiego należą do parafii Najświętszego Serca Pana Jezusa w Wojcieszkowie.